# Tom Keating
Ne doit pas être confondu avec Thomas Keating ou Thomas Keating (général).
Pour les articles homonymes, voir Keating.
Tom Keating (1er mars 1917 - 12 février 1984) est un conservateur-restaurateur d'art et un faussaire britannique ayant revendiqué la fabrication de près de 2 000 peintures imitant le style d'une centaine d'artistes.

## Biographie
Né à Lewisham en banlieue de Londres, Tom Keating travaille très jeune pour son père, peintre en bâtiment. Chauffeur durant la Seconde Guerre mondiale, il entre en 1945 dans la classe d'art de la Goldsmiths, University of London qu'il quitte au bout de deux ans, sans être diplômé. Tout en reprenant l'activité de peintre en bâtiment, il travaille ensuite comme restaurateur d'œuvres d'art pour des particuliers et produit également pour lui-même, désireux d'exposer, mais ne rencontre pas le succès. L'un des peintres qu'il admire est Samuel Palmer dont il cherche à égaler le style. 
En 1963, il vit avec Jane Kelly, rencontrée quand il donnait des cours de peinture alors qu'elle avait seize ans. Plus tard, elle l'aidera à écouler ses fausses toiles de maîtres ; toutefois, elle le quittera bien avant que l'affaire ne soit rendue publique. Il épouse ensuite Hellen, dont il a un fils, Douglas. À la fin de sa vie, Helen finira par divorcer de Tom.
Dans les années 1950, Keating passe beaucoup de temps à la National Gallery et à la Tate pour étudier les toiles de grands peintres.

## Une vie de faussaire
Durant ses activités de restaurateurs, il entre en contact avec Fred Roberts qui lui délègue quelques travaux. Tom raconte qu'un jour, celui-ci le met au défi de faire aussi bien qu'un peintre, Frank Moss Bennett (en), qu'il critiquait. Tom produisit une toile dans le style de Bennett qu'il signa de son nom. Plus tard, Roberts remplaça la signature par celle de Bennett et vendit le tableau à une galerie du West End comme authentique sans en avertir Tom dans un premier temps. Peu après, se rendant compte de la transaction frauduleuse, Tom se décide à fabriquer de fausses toiles, d'abord une trentaine inspirée de Samuel Palmer, que Jane Kelly va revendre à des galeries. En 1962, Tom contrefait un autoportrait de Degas. En 1967, le couple s'installe en Cornouailles, et ouvre un atelier de restauration. 
En 1970, la critique Geraldine Norman (en) remarque au cours d'une vente une dizaine de toiles de Palmer décrivant toutes le même paysage ; intriguée, elle demande l'avis de l'expert Geoffrey Grigson (en), qui renforce son pressentiment ; elle publie dans la foulée un article dans The Times déclarant ces toiles fausses. Le frère de Jane Kelly la contacte alors et lui révèle l'adresse de l'atelier de Tom Keating. Norman visite cet atelier, l'interviewe et découvre un peintre engagé, qui déteste le marché de l'art et accuse les experts d'être des incapables. Norman publie alors un nouvel article dans The Times l'accusant directement d'être un faussaire. Tom révèle ensuite aux Times que lesdites allégations sont exactes, qu'il n'a jamais fait ça pour l'argent, mais pour semer le désordre dans un marché qu'il abhorre. Il en profite pour signaler être l'auteur d'au moins deux milliers de toiles mais n'en livre pas la liste.
Tom et Jane sont finalement arrêtés en 1977 et condamnés à une amende de 21 416 livres sterling. Jane plaida coupable et passa quelque temps en prison, promettant de témoigner contre Tom, lequel plaida l'innocence, en argumentant du fait qu'il n'était pas un fraudeur mais juste un peintre inspiré par l'esprit des maîtres. Simultanément, paraît son autobiographie rédigée par Norman et son époux. Sa popularité commence à grimper. Il est perçu par l'opinion publique comme un « bon bougre », pas gâté par le sort. Le tribunal finit par déclarer le non-lieu. Étant donné sa santé fragile, aucune peine de prison ne lui est infligée.
En 1982-1983, Channel 4 lui offre une émission hebdomadaire appelée Tom Keating on Painters durant laquelle il présente l'art des grands maîtres, et montre comment composer un tableau à la manière de Rembrandt, John Constable ou Édouard Manet. Ses toiles commencent à être recherchées par des collectionneurs, la signature portant la mention légale « T. Keating d'après... », suivie du nom du peintre imité. 
Il meurt l'année suivante à Colchester.
En 2005, The Guardian révèle qu'une authentique contrefaçon de Keating peut coter entre 5 et £ 10 000.

## Techniques de peinture

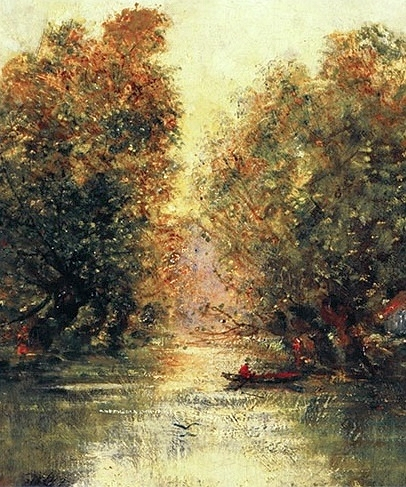
Paysage avec rivière exposé à la Galerie Porczyński de Varsovie, signé Alfred Sisley, une toile supposée être de Keating.

En tant que restaurateur, Keating maîtrisait parfaitement l'art de peindre à la manière des maîtres. Il utilisait des pigments naturels. Sur chacun des canevas, avant de commencer à tracer le motif, il écrivait un texte à la céruse, parfaitement identifiable au rayon X et signifiant qu'il était l'auteur du tableau. Comme base, il opérait à la glycérine, qui une fois le tableau nettoyé, avait tendance à se dissoudre, laissant les pigments à nu se désintégrer. Restaurant des toiles, il lui arrivait de tomber sur des cadres venant de chez Christie's et comportant des numéros correspondant à des œuvres répertoriées par les catalogues de vente : il appelait la maison londonienne, demandait le nom du peintre correspondant et fabriquait une toile en conséquence, lui conférant ainsi une fausse provenance. 

### Sujets liés
- Contrefaçon
- Faux (art)
- Eric Hebborn
- Edgar Mrugalla